# Lista de campeões do Campeonato Catarinense de Futebol
Abaixo está a lista dos clubes campeões do Campeonato Catarinense de Futebol.

## Títulos por clubes
| Cidade               | Clube                  | Campeão | Anos dos Títulos                                                                                                 | Vice | Anos dos Vices                                             |
| -------------------- | ---------------------- | ------- | --- | ---- | ---------------------------------------------------------- |
| Florianópolis        | Avaí                   | 19      | 1924, 1926, 1927, 1928, 1930, 1942, 1943, 1944, 1945, 1973, 1975, 1988, 1997, 2009, 2010, 2012, 2019, 2021, 2025 | 10   | 1925, 1940, 1949, 1951, 1972, 1977, 1985, 1992, 1999, 2017 |
| Florianópolis        | Figueirense            | 18      | 1932, 1935, 1936, 1937, 1939, 1941, 1972, 1974, 1994, 1999, 2002, 2003, 2004, 2006, 2008, 2014, 2015, 2018       | 7    | 1950, 1975, 1979, 1983, 1984, 1993, 2012                   |
| Joinville            | Joinville              | 12      | 1976, 1978, 1979, 1980, 1981, 1982, 1983, 1984, 1985, 1987, 2000, 2001                                           | 8    | 1989, 1990, 1996, 2006, 2010, 2014, 2015, 2016             |
| Criciúma             | Criciúma               | 12      | 1968, 1986, 1989, 1990, 1991, 1993, 1995, 1998, 2005, 2013, 2023, 2024                                           | 10   | 1980, 1981, 1982, 1987, 1994, 2001, 2002, 2007, 2008, 2011 |
| Chapecó              | Chapecoense            | 7       | 1977, 1996, 2007, 2011, 2016, 2017, 2020                                                                         | 9    | 1978, 1991, 1995, 2009, 2013, 2018, 2019, 2021, 2025       |
| Joinville            | América                | 5       | 1947, 1948, 1951, 1952, 1971                                                                                     | 4    | 1942, 1943, 1953, 1969                                     |
| Criciúma             | Metropol               | 5       | 1960, 1961, 1962, 1967, 1969                                                                                     | 1    | 1965                                                       |
| Joinville            | Caxias                 | 4       | 1929, 1935, 1954, 1955                                                                                           | 7    | 1931, 1937, 1941, 1945, 1959, 1968, 2003                   |
| Brusque              | Carlos Renaux          | 2       | 1950, 1953 | 3    | 1952, 1957, 1958                                           |
| Brusque              | Brusque                | 2       | 1992, 2022 | 1    | 2020                                                       |
| Blumenau             | Olímpico               | 2       | 1949, 1964 | 1    | 1970                                                       |
| Tubarão              | Hercílio Luz           | 2       | 1957, 1958 | 0    |                                                            |
| São Francisco do Sul | Ypiranga               | 2       | 1936, 1940 | 0    |                                                            |
| Itajaí               | Marcílio Dias          | 1       | 1963 | 8    | 1930, 1944, 1960, 1961, 1962, 1967, 1986, 2000             |
| Tubarão              | Ferroviário            | 1       | 1970 | 3    | 1954                                                       |
| Lages                | Internacional de Lages | 1       | 1965 | 2    | 1964, 1974                                                 |
| Florianópolis        | Paula Ramos            | 1       | 1959 | 1    | 1948                                                       |
| Florianópolis        | Externato              | 1       | 1925 | 0    |                                                            |
| Itajaí               | Lauro Müller           | 1       | 1931 | 0    |                                                            |
| Florianópolis        | Atlético Catarinense   | 1       | 1934 | 0    |                                                            |
| Itajaí               | CIP                    | 1       | 1938 | 0    |                                                            |
| Joinville            | Operário               | 1       | 1956 | 0    |                                                            |
| Videira              | Perdigão               | 1       | 1966 | 0    |                                                            |
| Blumenau             | Blumenau               | 0       | | 6    | 1927, 1928, 1932, 1947, 1955, 1988                         |
| Florianópolis        | Íris                   | 0       | | 3    | 1934, 1935, 1936                                           |
| Rio do Sul           | Juventus               | 0       | | 2    | 1973, 1976                                                 |
| Ibirama              | Atlético de Ibirama    | 0       | | 2    | 2004, 2005                                                 |
| Florianópolis        | Trabalhista            | 0       | | 1    | 1924                                                       |
| Florianópolis        | Internato              | 0       | | 1    | 1926                                                       |
| Florianópolis        | Adolfo Konder          | 0       | | 1    | 1929                                                       |
| São Francisco do Sul | São Francisco          | 0       | | 1    | 1938                                                       |
| Mafra                | Pery Ferroviário       | 0       | | 1    | 1939                                                       |
| Brusque              | Paysandu               | 0       | | 1    | 1956                                                       |
| Itajaí               | Almirante Barroso      | 0       | | 1    | 1963                                                       |
| Joaçaba              | Comercial              | 0       | | 1    | 1966                                                       |
| Criciúma             | Próspera               | 0       | | 1    | 1971                                                       |
| Tubarão              | Tubarão                | 0       | | 2    | 1997, 1998                                                 |
| Camboriú             | Camboriú               | 0       | | 1    | 2022                                                       |

## Títulos por cidades
| Cidade               | Títulos | Vices | Total (clubes) | Média (por clube) |
| -------------------- | ------- | ----- | -------------- | ----------------- |
| Florianópolis        | 39      | 24    | 62 (9)         | 6.89              |
| Joinville            | 22      | 19    | 41 (4)         | 10.00             |
| Criciúma             | 15      | 12    | 27 (3)         | 9.00              |
| Chapecó              | 7       | 8     | 14 (1)         | 14.00             |
| Brusque              | 4       | 5     | 9 (3)          | 3,00              |
| Itajaí               | 3       | 9     | 12 (4)         | 3.00              |
| Tubarão              | 3       | 3     | 6 (2)          | 3.00              |
| Blumenau             | 2       | 7     | 9 (2)          | 4.50              |
| Lages                | 1       | 2     | 3 (1)          | 3.00              |
| São Francisco do Sul | 1       | 1     | 2 (2)          | 1.00              |
| Videira              | 1       | 0     | 1 (1)          | 1.00              |
| Rio do Sul           | 0       | 2     | 2 (1)          | 2.00              |
| Ibirama              | 0       | 2     | 2 (1)          | 2.00              |
| Mafra                | 0       | 1     | 1 (1)          | 1.00              |
| Joaçaba              | 0       | 1     | 1 (1)          | 1.00              |
| Camboriú             | 0       | 1     | 1 (1)          | 1.00              |